# Supernova Cosmology Project
El Supernova Cosmology Project és un dels dos equips de recerca que van observar l'acceleracció de l'expansió de l'univers i, per tant, una constant cosmològica positiva. Aquest descobriment va ser anomenat "Avenç de l'any 1998" pel Science Magazine i juntament amb el High-z Supernova Search Team, l'equip va guanyar el Premi Gruber de Cosmologia el 2007. El descobriment va ser premiat amb el Premi Nobel de Física el 2010 per als tres investigadors principals dels dos equips.
El projecte utilitza dades del desplaçament cap al roig de supernoves tipus Ia. Té la seu principalment al Lawrence Berkeley National Laboratory. L'equip internacional està format per 31 membres d'Austràlia, Xile, Portugal, França, Espanya, Suècia, el Regne Unit i els EUA i és dirigit per Saul Perlmutter.
 

## Membres del projecte
Els membres de l'equip que surten a la llista del Premi Gruber de Cosmologia de 2007 són:
- Saul Perlmutter, Lawrence Berkeley National Laboratory
- Gregory Aldering, Lawrence Berkeley National Laboratory
- Brian J. Boyle, Australia Telescope National Facility
- Patricia G. Castro, Instituto Superior Técnico, Lisboa
- Warrick Couch, Swinburne University of Technology
- Susana Deustua, American Astronomical Society
- Richard Ellis, California Institute of Technology
- Sebastien Fabbro, Instituto Superior Técnico, Lisboa
- Alexei Filippenko, University of California, Berkeley (també membre del High-z team)
- Andrew Fruchter, Space Telescope Science Institute
- Gerson Goldhaber, Lawrence Berkeley National Laboratory
- Ariel Goobar, Universitat d'Estocolm
- Donald Groom, Lawrence Berkeley National Laboratory
- Isobel Hook, University of Oxford
- Mike Irwin, University of Cambridge
- Alex Kim, Lawrence Berkeley National Laboratory
- Matthew Kim
- Robert Knop, Vanderbilt University
- Julia C. Lee, Harvard University
- Chris Lidman, Observatori Europeu Austral
- Richard McMahon, University of Cambridge
- Thomas Matheson, NOAO Gemini Science Center
- Heidi Newberg, Rensselaer Polytechnic Institute
- Peter Nugent, Lawrence Berkeley National Laboratory
- Nelson Nunes, University of Cambridge
- Reynald Pain, CNRS-IN2P3, París
- Nino Panagia, Space Telescope Science Institute
- Carl Pennypacker, University of California, Berkeley
- Robert Quimby, University of Texas
- Pilar Ruiz-Lapuente, Universitat de Barcelona
- Brad Schaefer, Louisiana State University
- Nicholas Walton, University of Cambridge